# Мэтьюс, Джордан
Джордан Мэтьюс (англ. Jordan Mathews; род. 22 июня 1994, Лос-Анджелес, штат Калифорния, США) — американский профессиональный баскетболист, играющий на позиции атакующего защитника.

## Карьера
Не став выбранным на драфте НБА 2017 года, Мэтьюс присоединился к «Нью-Орлеан Пеликанс» в Летней лиге НБА.
21 сентября 2017 года Мэтьюс подписал контракт с «Атлантой Хокс», но 13 октября был отчислен из команды.
Профессиональную карьеру Мэтьюс начал в «Эри Бэйхокс» в G-Лиге. В 48 матчах Джордан набирал в среднем 8,8 очка.
В Летней лиге НБА 2018 года Мэтьюс принимал участие в составе «Лос-Анджелес Клипперс».
В сезоне 2018/2019 Мэтьюс выступал за датский «Тим ФОГ».
Сезон 2019/2020 Мэтьюс провёл в «Ваноли». В 16 играх чемпионата Италии средняя статистика Джордана составила 10,0 очков, 3 подбора и 1,1 передачи.
В декабре 2020 года Мэтьюс стал игроком «Енисея».